# 1958 v dopravě
Tento článek obsahuje seznam událostí souvisejících s dopravou, které proběhly roku 1958.

## Únor
- 6. února

 Byl zahájen trolejbusový provoz na trati Fermo – Porto San Giorgio.
- 14. února

 Byl obnoven provoz trolejbusů v Mendoze.

## Březen
- 12. března

 Byl ukončen provoz trolejbusů v Covingtonu ve státě Kentucky.
- 19. března

 Byl zahájen pravidelný elektrický provoz na železniční trati Praha – Kolín.

## Květen
- 10. května

 Byl ukončen provoz trolejbusů v Hannoveru.
- 31. května

 Technicko-bezpečnostní zkoušku vykonává poslední parní lokomotiva vyrobená pro Československé státní dráhy. Jednalo se o lokomotivu 556.0510 vyrobenou lokomotivkou Škoda v Plzni.

## Červen
- 29. června

 Zahájen provoz trolejbusů v městě Campos.
- 30. června

 Ukončen provoz trolejbusů v Bremerhavenu.

## Červenec
- 20. července

 Byl ukončen provoz na trolejbusové trati Aubagne – Cuges-les-Pins.

## Srpen
- 31. srpna

 Byl ukončen provoz trolejbusů v Athertonu.

## Září
- 20. září

 Byl zahájen provoz trolejbusů ve Vuchanu.

## Říjen
- 16. října

 Byl ukončen provoz trolejbusů v Wilkes-Barre ve státě Pennsylvania.
- 23. října

 Byl ukončen provoz trolejbusů v Portlandu ve státě Oregon.

## Listopad
- 22. listopadu

 Byl ukončen provoz trolejbusů v Birminghamu ve státě Alabama.

## Prosinec
- 3. prosince

 Byl ukončen provoz trolejbusů na vídeňské lince Währinger Gürtel – Salmannsdorf.
- 29. prosince

 Byla dokončená elektrizace železničního tahu Kolín – Lysá nad Labem – Ústí nad Labem se značným významem pro nákladní železniční dopravu.
- 31. prosince

 Byl zahájen provoz trolejbusů v Charbinu.

## Neurčené datum
Ve stanici Josefova jáma na Báňské dráze bylo aktivováno jedno z nejstarších reléových zabezpečovacích zařízení v Československu.
 Firma Pafawag Wrocław dokončila první jednotku řady EW55. Jedná se o první elektrickou jednotku čistě polské konstrukce.